# Takayuki Kondō
Takayuki Kondō (近藤 孝行 Kondou Takayuki?, nacido el 5 de junio de 1978) es un seiyū japonés de la Prefectura de Tottori, Japón, afiliado con Air Agency.

## Voces interpretadas
Los roles de importancia están escritos en negritas.

### Anime
1999
- Medarot (Kantaroth)

2000
- Transformers: Car Robots (Armorhide)
- Yu-Gi-Oh! Duel Monsters (Tristan Taylor/Hiroto Honda - episodio 1-51)

2001
- The Prince of Tennis (Shūichirō Ōishi, Tatsunori Mori, Takuya Nomura)

2002
- Whistle! (Seiji Fujishiro)

2003
- Shinkon Gattai Godannarǃǃ (Goh Saruwatari)

2004
- Shinkon Gattai Godannarǃǃ 2 (Goh Saruwatari)

2005
- Shakugan no Shana (Eita Tanaka)

2006
- Busō Renkin (Kōji Rokumasu)
- Shakugan no Shana Specials (Eita Tanaka)
- Utawarerumono (Suwonkas)
- Witchblade (Kazuya Oda)
- Yoake Mae yori Ruriiro na: Crescent Love (Asistente de Takeshi)

2007
- Potemayo (Kaoru Hatsushiba)
- Potemayo Specials (Kaoru Hatsushiba)
- Shakugan no Shana II: -Second- (Eita Tanaka)

2008
- Kyōran Kazoku Nikki (Ōka Midarezaki)

2009
- Basquash!  (Naviga Stelte)
- Pandora Hearts (Fang)
- The Prince of Tennis: Mini Theater (Shūichirō Ōishi)
- To Aru Kagaku no Railgun (Trick)
- Umineko no Naku Koro ni (Profesor Ōtsuki)

2010
- Otome Yōkai Zakuro (Takatoshi Hanadate)

2011
- Ano Hi Mita Hana no Namae o Bokutachi wa Mada Shiranai. (Tetsudō Hisakawa)
- Hanasaku Iroha (Seiji Shijima)
- Hidan no Aria (Gōki Mutō)
- Hidan no Aria Special (Gōki Mutō)
- Hōrō Musuko (Kentaro Kaneda)
- Shakugan no Shana III: -Final- (Eita Tanaka)

2012
- Hyōka (Junya Nakajō)sa
- Magi: The Labyrinth of Magic! (Dolge)

̟̝̹̝̽̆̈*Shirokuma Cafe (Kirino, Tortuga gigante, Canada Yamaarashi, Koala)
̹̽*The New Prince of Tennis (Shūichirō Ōishi)
- The New Prince of Tennis Specials (Shūichirō Ōishi)

2013
- Genshiken Nidaime (Sōichirō Tanaka)
- Golden Time (Kōshino)
- Hakkenden: Tōhō Hakken Ibun (Shōichi)
- Nagi no Asukara (Padre de Mukaido)
- Ore no Nōnai Sentakushi ga, Gakuen Rabu Kome o Zenryoku de Jama Shiteiru (Sōga Shishimori)
- Senyū. (Dezember Zwolf, Nisepanda)
- Senyū. 2 (Dezember Zwolf)
- Senyū. Specials (Nisepanda)

2014
- Minna Atsumare! Falcom Gakuen (Agate Crosner)
- Shirogane no Ishi: Argevollen (Tsutomu Kutsuwada)
- Soredemo Sekai wa Utsukushii (Kitora)
- The New Prince of Tennis: Houkago no Ōji-sama (Shūichirō Ōishi)

2015
- BAR Kiraware Yasai (Master)
- Minna Atsumare! Falcom Gakuen SC (Agate Crosner)
- Tokyo Ghoul √A (Take Hirako)

### OVAs
2003
- The Prince of Tennis: A Day of the Survival Mountain (Shūichirō Ōishi)
- The Prince of Tennis: Mini Theater (Shūichirō Ōishi)
- The Prince of Tennis: Oshōgatsu Special (Shūichirō Ōishi)

2006
- The Prince of Tennis: Zenkoku Taikai-hen (Shūichirō Ōishi)
- Shakugan no Shana SP: Koi to Onsen no Kōgai Gakushū! (Eita Tanaka)

2007
- Koharu Biyori (Takaya Murase)
- The Prince of Tennis: Zenkoku Taikai-hen Semifinals (Shūichirō Ōishi)

2008
- Honoo no Haramase Doukyuusei  (Kazuya Kagami)
- The Prince of Tennis: Zenkoku Taikai-hen Finals (Shūichirō Ōishi)

2009
- Shakugan no Shana S (Eita Tanaka)
- The Prince of Tennis: Another Story - Kako to Mirai no Message (Shūichirō Ōishi)
- The Prince of Tennis OVA Fan Disc: Message in a Bottle (Shūichirō Ōishi)
- The Prince of Tennis: Pairpuri (Shūichirō Ōishi)

2011
- Eiyū Densetsu: Sora no Kiseki The Animation (Agate Crosner)
- The Prince of Tennis: Another Story II - Ano Toki no Bokura (Shūichirō Ōishi)

2014
- Little Busters! EX (Padre de Tokido)
- The Prince of Tennis OVA vs. Genius 10 (Shūichirō Ōishi)

### ONAs
2012
- Upotte!! (Genkoku)

### Películas
2005
- The Prince of Tennis: Atobe Kara no Okurimono (Shūichirō Ōishi)
- The Prince of Tennis: Futari no Samurai - The First Game (Shūichirō Ōishi)

2011
- The Prince of Tennis: Eikokushiki Teikyuu Shiro Kessen! (Shūichirō Ōishi)

2013
- Ano Hi Mita Hana no Namae o Bokutachi wa Mada Shiranai. The Movie (Tetsudō Hisakawa)